# Polybotrya
Polybotrya es un género de helechos perteneciente a la familia  Dryopteridaceae. Contiene 110 especies descritas y de estas, solo 31 aceptadas. Se distribuyen por el neotrópico.

## Descripción
Son hemiepífitas o (2 spp.) terrestres; con rizoma 1-3 cm de ancho, densamente escamoso, largamente rastrero en las especies hemiepífitas, cortamente rastrero en las terrestres, en sección transversal con 4-10 meristelas dispuestas circularmente, cada una rodeada por una vaina oscura esclerenquimática; hojas estériles y fértiles marcadamente dimorfas; lámina 1-4-pinnada, el ápice pinnatífido (en ocasiones algo similar en forma a las pinnas laterales en Polybotrya polybotryoides); nervaduras libres o (en 4 1-pinnadas) anastomosadas; indusio ausente; esporas monoletes, equinadas; tiene un número de cromosomas de x=41. 
Polybotrya es fácilmente identificada por el marcado dimorfismo entre hojas estériles y fértiles, la sección transversal del rizoma característica y (en la mayoría) por su forma de crecimiento hemiepífito. A veces se confunde con Lomariopsis, un género que difiere por siempre tener láminas 1-pinnadas con el ápice similar en forma a las pinnas laterales y pinnas articuladas. Polybotrya es más diverso en los Andes, donde se encuentran 23 especies.

## Taxonomía
El género fue descrito por Humb. & Bonpl. ex Willd.  y publicado en Species Plantarum. Editio quarta 5(1): 99. 1810.  La especie tipo es: Polybotrya osmundacea Humb. & Bonpl. ex Willd. 

## Especies
- Polybotrya aequatoriana R.C. Moran
- Polybotrya alata R.C. Moran
- Polybotrya alfredii Brade
- Polybotrya altescandens C. Chr.
- Polybotrya andina C. Chr.
- Polybotrya appressa R.C. Moran
- Polybotrya attenuata R.C. Moran
- Polybotrya botryoides (Baker) C. Chr.
- Polybotrya canaliculata Klotzsch
- Polybotrya caudata Kunze
- Polybotrya crassirhizoma Lellinger
- Polybotrya cylindrica Kaulf.
- Polybotrya fractiserialis (Baker) J. Sm.
- Polybotrya glandulosa Mett. ex Kuhn
- Polybotrya gomezii R.C. Moran
- Polybotrya goyazensis Brade
- Polybotrya hickeyi R.C. Moran
- Polybotrya lechleriana Mett.
- Polybotrya lourteigiana Lellinger
- Polybotrya osmundacea Humb. & Bonpl. ex Willd.
- Polybotrya pittieri Lellinger
- Polybotrya polybotryoides (Baker) Christ
- Polybotrya pubens Mart.
- Polybotrya puberulenta R.C. Moran
- Polybotrya semipinnata Fée
- Polybotrya serratifolia (Fée) Klotzsch
- Polybotrya sessilisora R.C. Moran
- Polybotrya sorbifolia Mett. ex Kuhn
- Polybotrya speciosa Schott
- Polybotrya stolzei R.C. Moran
- Polybotrya suberecta (Baker) C. Chr.